# Василевичі (станція)
Василе́вичі (біл. Васіле́вічы) — вузлова залізнична станція Гомельського відділення Білоруської залізниці на перетині одноколійних неелектрифікованих лініях Гомель — Калинковичі — Лунинець — Берестя та Василевичі — Хойники. Поблизу станції знаходяться пасажирські зупинні пункти: Ведрич (у напрямку Гомеля), Кастричник (у напрямку станції Калинковичі, Защеб'я та Макановичі (у напрямку станції Хойники). Розташована у однойменному місті Василевичі Речицького району Гомельської області.

## Історія
Станція відкрита 15 січня 1886 року, під час будівництва Поліських залізниць, на дільниці лінії Лунинець — Гомель.
23 вересня 1911 року, з введенням в експлуатацію лінії Василевичі — Хойники (завдожки 44 км) станція набула статусу вузлової.

## Пасажирське сполучення
На станції Василевичі приміське сполучення здійснюється поїздами регіональних ліній економ-класу:
- Василевичі — Гомель;
- Калинковичі — Гомель;
- Хойники — Гомель.

Також на станції зупиняються поїзди міжрегіональних ліній економ-класу сполученням:
- Гомель — Берестя;
- Гомель — Гродно;
- Гомель — Мінськ.

## Галерея

Вокзал станції Василевичі
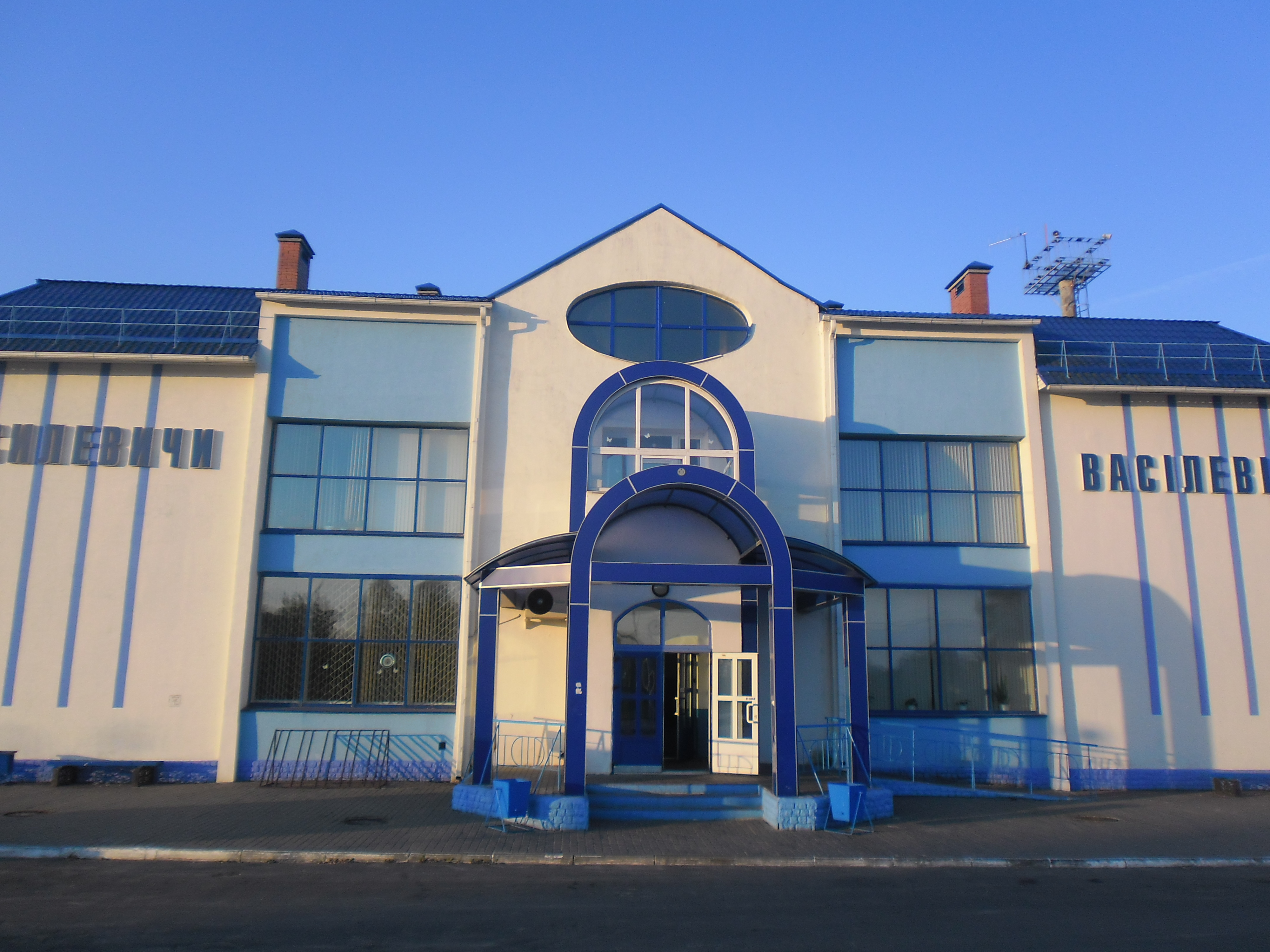
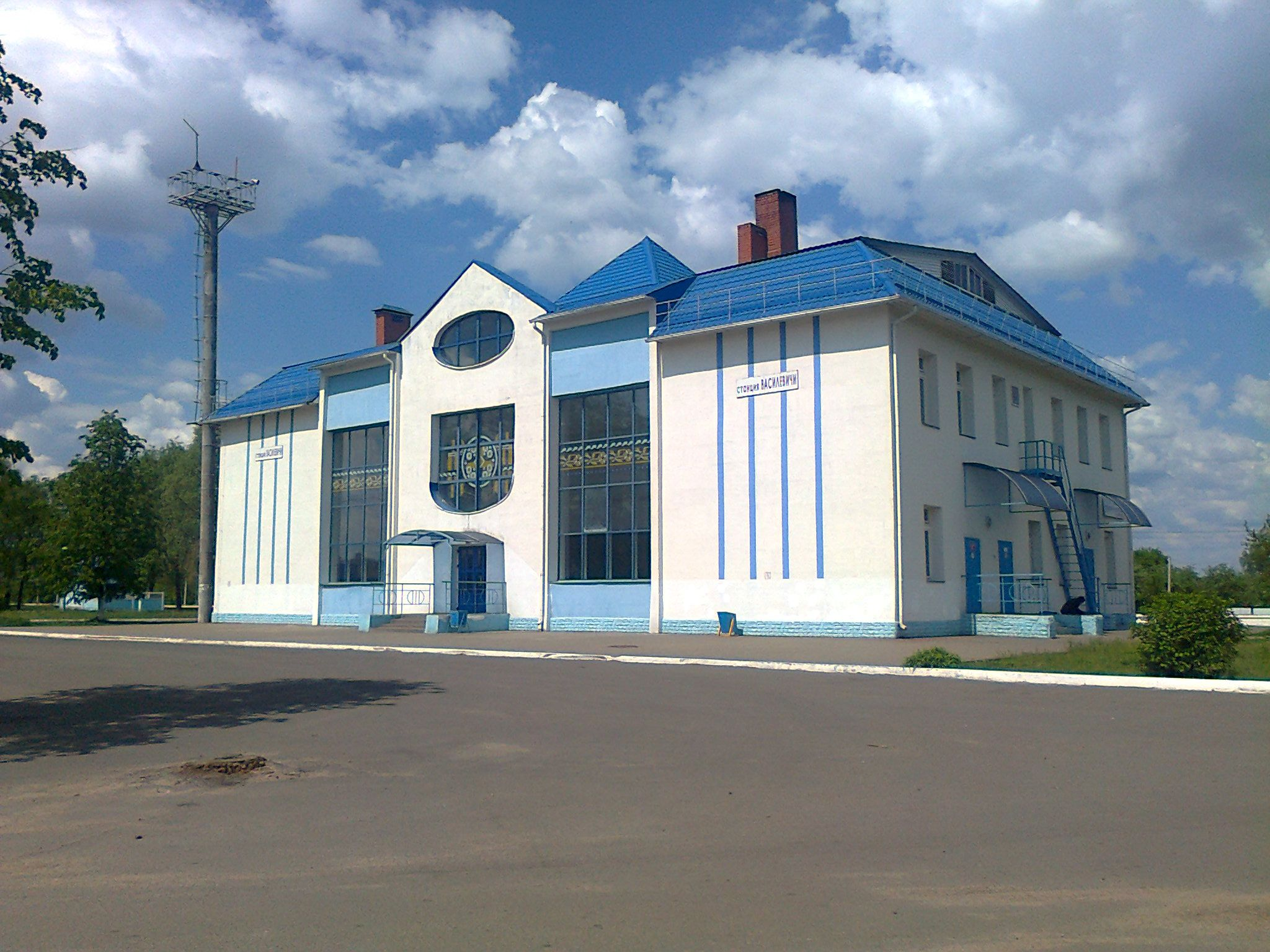
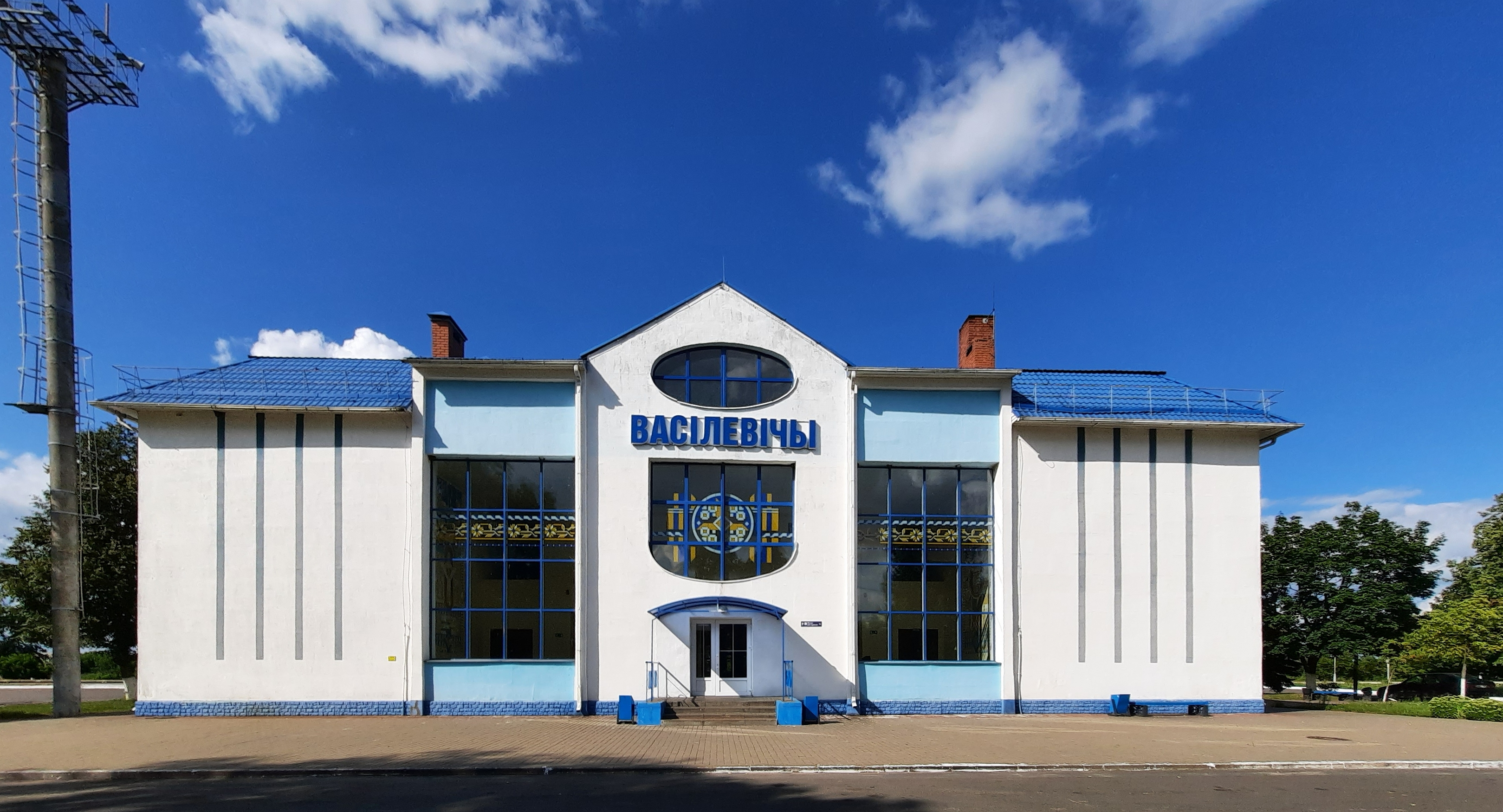